# ОСА-3 600
ОСА-3 600 — подводный Обитаемый динамически Стабилизированный Аппарат, экипаж 3 человека, предельная глубина погружения — 600 метров. Создан в 1975 году московским отделением ленинградского института «Гипрорыбфлот» по заказу Министерства рыбного хозяйства СССР для подводных исследований, генеральный конструктор — Виктор Петрович Шматок.

## Конструкция
Корпус стальной, сферической формы, оборудован телевизионным перископом и электрогидравлическим манипулятором с блоком сменного забортного оборудования.
Перемещение аппарата осуществлялось четырьмя крыльчато-рулевыми движителями, что при использовании автоматической системы управления (навигационной системы с автоматической гидроакустической коррекцией глубины) позволяло стабилизировать положение в конкретной точке на нужной глубине вне зависимости от внешних возмущений. При аварийных ситуациях автоматическая система безопасности обеспечивала всплытие аппарата без участия экипажа.

## Диапазон решаемых задач
Геологическая разведка, исследования рыбопромысловых объектов, состояние нерестилищ, изучение бентоса, донных животных, рыб, исследование рельефа дна, геологических отложений на шельфе и в открытых районах океана.